# Augustin Novák
Augustin Novak, avstro-ogrski podčastnik, vojaški pilot in letalski as, * 27. avgust 1890, Batenwald/Trnávka - umrl 1970.
Vodnik Novak je v svoji vojaški službi dosegel 5 zračnih zmag.

## Življenjepis
Med prvo svetovno vojno je bil pripadnik Flik 13 in Flik 39.

## Odlikovanja
- srebrna medalja za hrabrost (3x)